# Pibanga glabricula
Pibanga glabricula är en skalbaggsart som först beskrevs av Bates 1885. Pibanga glabricula ingår i släktet Pibanga och familjen långhorningar.
Artens utbredningsområde är:
- Costa Rica.
- Panama.

Inga underarter finns listade i Catalogue of Life.